# Triccheballacche
Il triccheballacche (anche chiamato "Tric-ballac" o Triaccabalacca") è uno strumento musicale tradizionale dell'Italia meridionale, conosciuto nell'area di Napoli, formato da tre martelletti in legno intelaiati fra loro.

## Caratteristiche
I tre martelletti sono paralleli fra loro, mentre i due telai in legno sono perpendicolari rispetto ai martelletti. Il telaio posto nella parte inferiore unisce i tre martelletti, il secondo telaio posto più in alto permette ai due martelletti esterni di avere un'escursione, governando al contempo il gioco massimo che gli stessi possono avere. 
In alcuni esemplari i martelletti hanno sonagli e campanellini, per fare in modo che ogni battito del martelletto produca un suono percussivo, simile al suono del tamburello basco. 

## Funzionamento
I due martelletti esterni vengono mossi dal musicista, e battendo contro il martello centrale, che rimane fisso, producono il suono proprio dello strumento.

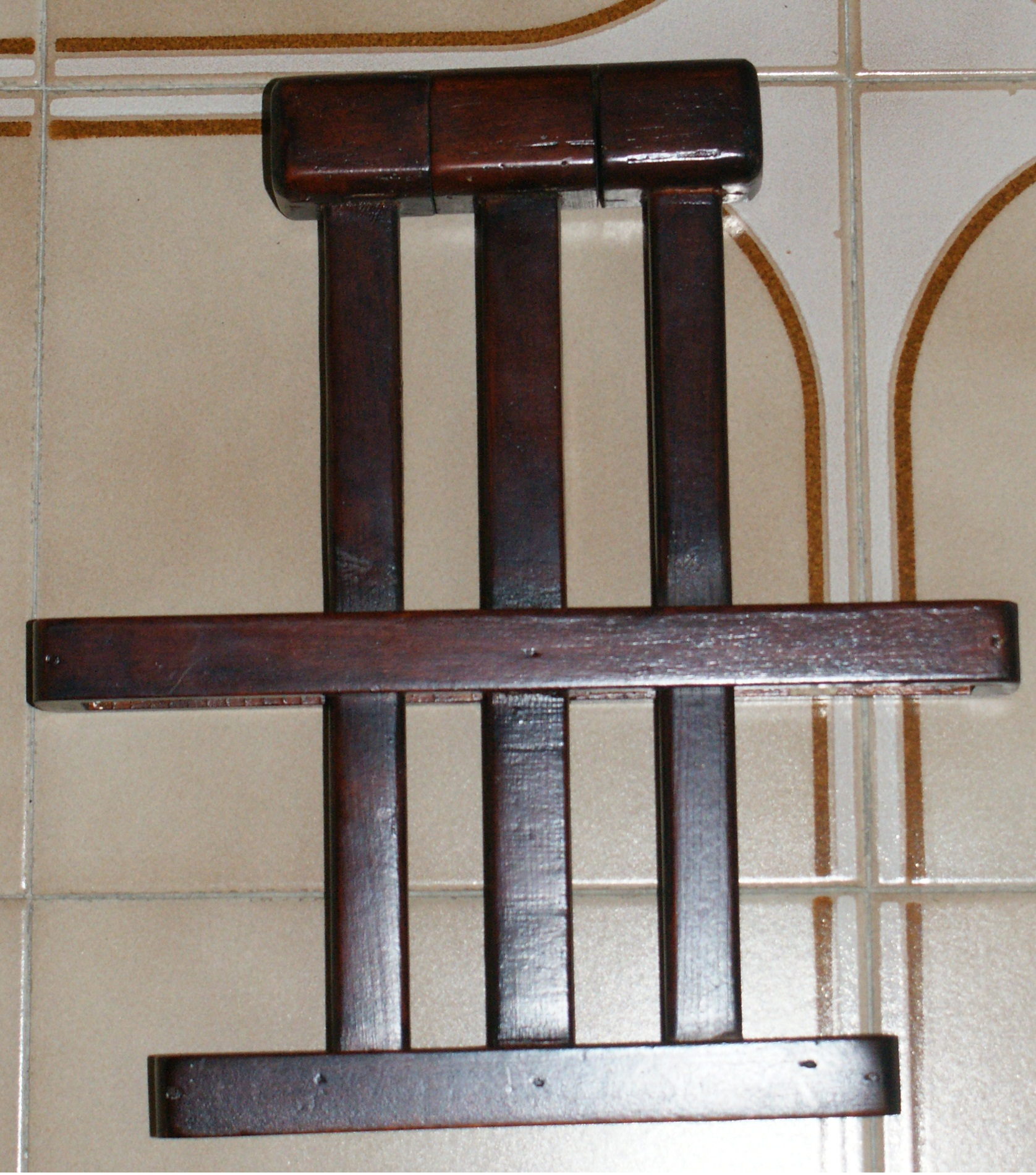
Triccheballacche chiuso
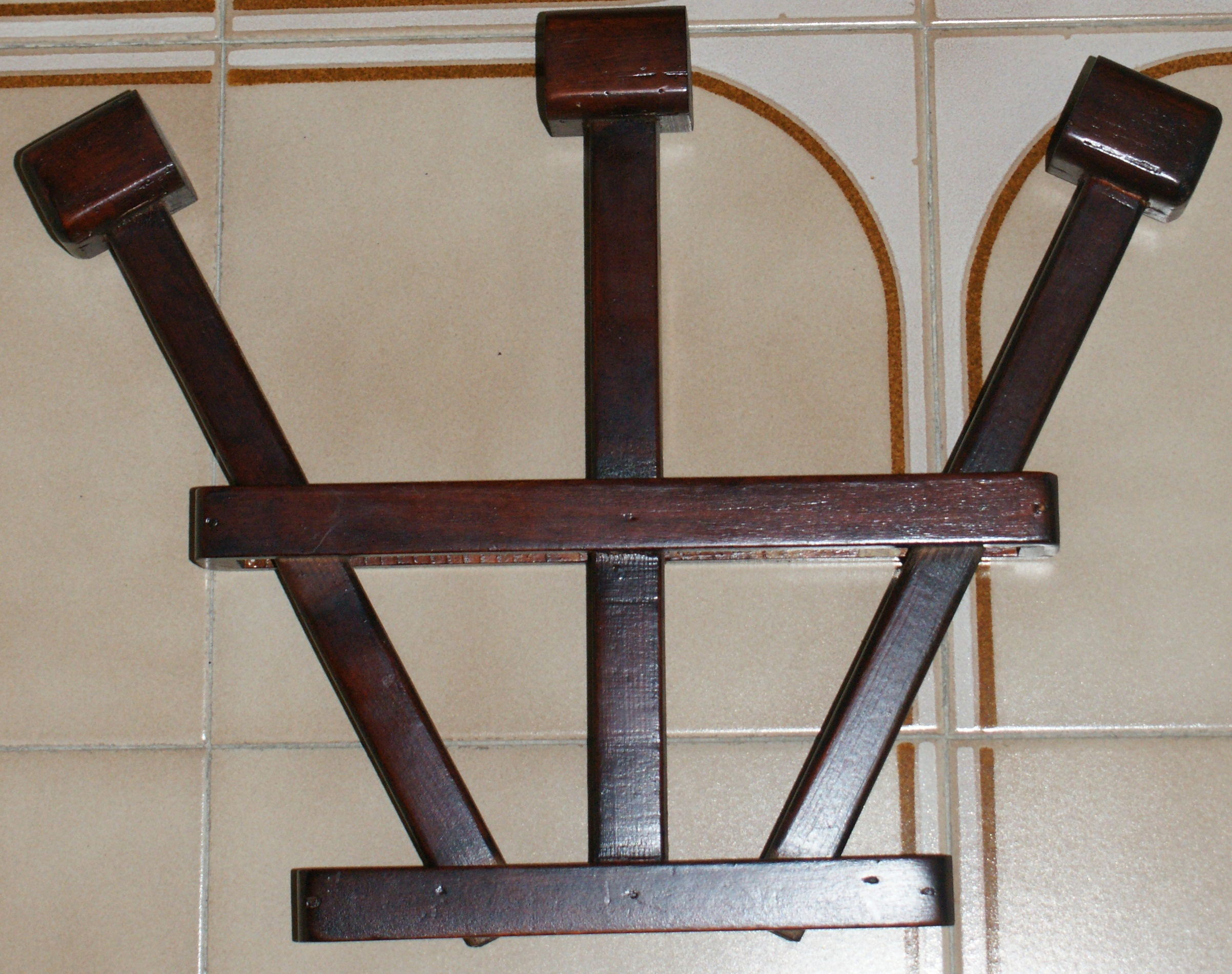
Triccheballacche aperto
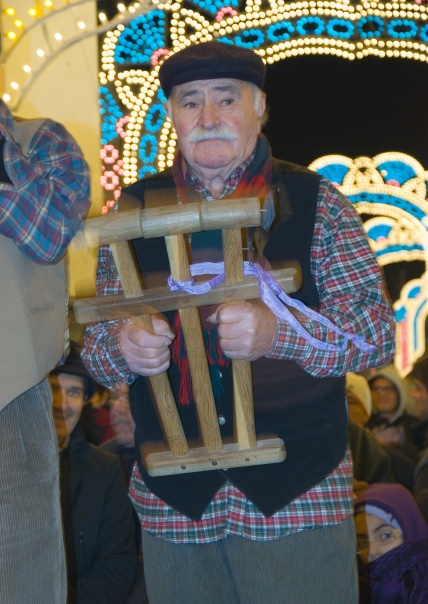
Suonatore di triccheballacche